# Tom McEwan
Tom McEwan (født 9. august 1940 i Corby i England) er en dansk-britisk musiker og autodidakt skuespiller.
Faderen var skotte og arbejdede som svejser i Glasgow, men flyttede senere til Corby i England, hvor Tom McEwan er født og opvokset.
Han fik en læreruddannelse på seminariet i Leicester inden han flyttede til Danmark og i årene 1968 til 1974 var han lærer på Hareskovens Lilleskole. Han var oprindelig trommeslager i både engelske og danske musikgrupper, og fik sit gennembrud i Culpeper, men slog for alvor igennem som det ene medlem af musikgruppen Klyderne, hvor de andre var Jesper Klein og Jess Ingerslev, i slutningen af 1970'erne.
I tv har han været kendt for sin medvirken i en lang række børneudsendelser, blandt andet lavede han sammen med Jess Ingerslev to succesrige børneserier i 80'erne: først "Nu Er Det Ikke Sjovt Længere", og to år efter "Ude På Noget", hvor også Ghita Nørby og Tommy Kenter medvirkede. McEwan har derudover haft en rolle i serien Bryggeren samt julekalenderne Torvet, Nissebanden i Grønland og Jul i Juleland, ligesom han har lagt stemme til flere af de klassiske dukkekalendere. I 1990 modtog han en Robert for årets mandlige birolle i Århus by Night.
McEwan blev dansk statsborger i midten af 1990'erne. Han er gift med skuespillerkollegaen Terese Damsholt, og sammen har de sønnerne Tim McEwan og Oliver McEwan, der begge er musikere.
I Olsen-bandens flugt over plankeværket fra 1981, fupper Olsen-banden en tyrkisk taxichauffør spillet af Tom McEwan. Replikkerne var få, men udsøgte, bl.a.: "Jaja, bare helt fedt, mand" og "De har taget vores røv".
Tom McEwan er buddhist.[kilde mangler]

## Filmografi
Film
| År   | Titel                                       | Rolle                                          | Noter         |
| ---- | ------------------------------------------- | ---------------------------------------------- | ------------- |
| 1978 | Olsen-banden går i krig                     | butiksindehaver                                |               |
| 1980 | Lille Virgil og Orla Frøsnapper             | cirkusdirektør                                 |               |
| 1980 | Kaptajn Klyde og hans venner vender tilbage | Klyde                                          |               |
| 1981 | Olsen-bandens flugt over plankeværket       | tyrkisk taxachauffør                           |               |
| 1985 | Walter og Carlo - op på fars hat            | Pepe                                           |               |
| 1989 | Århus by Night                              | Ronnie                                         | Robert-prisen |
| 1990 | Camping                                     | skotsk campist                                 |               |
| 1994 | Frække Frida og de frygtløse spioner        | mr. Johnson, amerikansk forretningsforbindelse |               |
| 1995 | Sidste time                                 | Thorlund                                       |               |
| 2005 | Speak of the Devil                          |                                                |               |

| - Olsen-banden går i krig (1978) - Lille Virgil og Orla Frøsnapper (1980) - Kaptajn Klyde og hans venner vender tilbage (1980) - Olsen-bandens flugt over plankeværket (1981) - Silence of the North (1981) - Rainfox (1984) - Walter og Carlo - op på fars hat (1985) - Århus by Night (1989) - Camping (1990) - Frække Frida og de frygtløse spioner (1994) - Sidste time (1995) - Speak of the Devil (2005) | - Torvet (1981) - Nu er det ikke sjovt længere (1982) - Ude på Noget (1984) - Nissebanden (1984) - Mor er major (1985) - Omsen og Momsen (1987) - Nissebanden i Grønland (1989) - Mørklægning (1992) - Jul i Juleland (1993) - Bryggeren (1996) - Pyrus i alletiders eventyr (2000) - Swap Team (2000) - Hotellet (2002) |